# Guerra às drogas no Brasil
A Política de Guerra às Drogas no Brasil teve seu início em 1940, quando determinadas drogas entorpecentes foram criminalizadas no território brasileiro, por meio do Código Penal de 1940, na Lei nº 2.848/1940, constando no artigo 281:
| “ | Importar ou exportar, vender ou expor a venda, fornecer, ainda a título gratuito, transportar, trazer consigo, ter em depósito, guardar, ministrar ou, de qualquer maneira, entregar a consumo substância entorpecente, sem autorização ou em desacordo com determinação legal ou regulamentar | ” |

Este artigo tornava essas drogas algo ilegal e assim autorizava os poderes policiais e órgãos reguladores a tomar sansões contra os usuários e traficantes de drogas ilícitas. Antes da proibição legal, drogas entorpecentes já eram envoltas pelo preconceito, principalmente racial com a questão da maconha, que era apelidada de "fumo-de-angola", já que era utilizada pelos negros em seus rituais. Assim, a proibição e regulamentação das drogas entorpecentes foi impulsionada pelo racismo.[carece de fontes?]
Em 1973, quando o Brasil teve seu adesão ao Acordo Sul-Americano sobre Estupefacientes e Psicotrópicos, a guerra às drogas mudou sua maneira de agir, tendo em vista que desta vez as mudanças nas políticas sobre drogas deixavam claro as penas e as consequências de portar, comprar ou vendê-las. Era de interesse do Estado brasileiro que as drogas entorpecentes fossem marginalizadas e proibidas, tendo em vista que em 1968 em marchas estudantis contra a ditadura, essas foram utilizadas como símbolo de resistência contra o regime e, por não ter uma punição clara, os usuários não eram julgados ou punidos.
Dos anos 1980 a 1990, houve uma união de gangues e expansão do crime organizado, gerando assim intensificação de conflitos que se estendem até hoje. Inicialmente, as facções eram criadas com propósitos similares: combater a repressão policial e viver em harmonia. Porém, em 2016, começaram a aparecer os primeiros relatos de guerras sangrentas entre facções.

## Histórico

### Pré-Guerra (1921-1940)

#### Primeiras leis

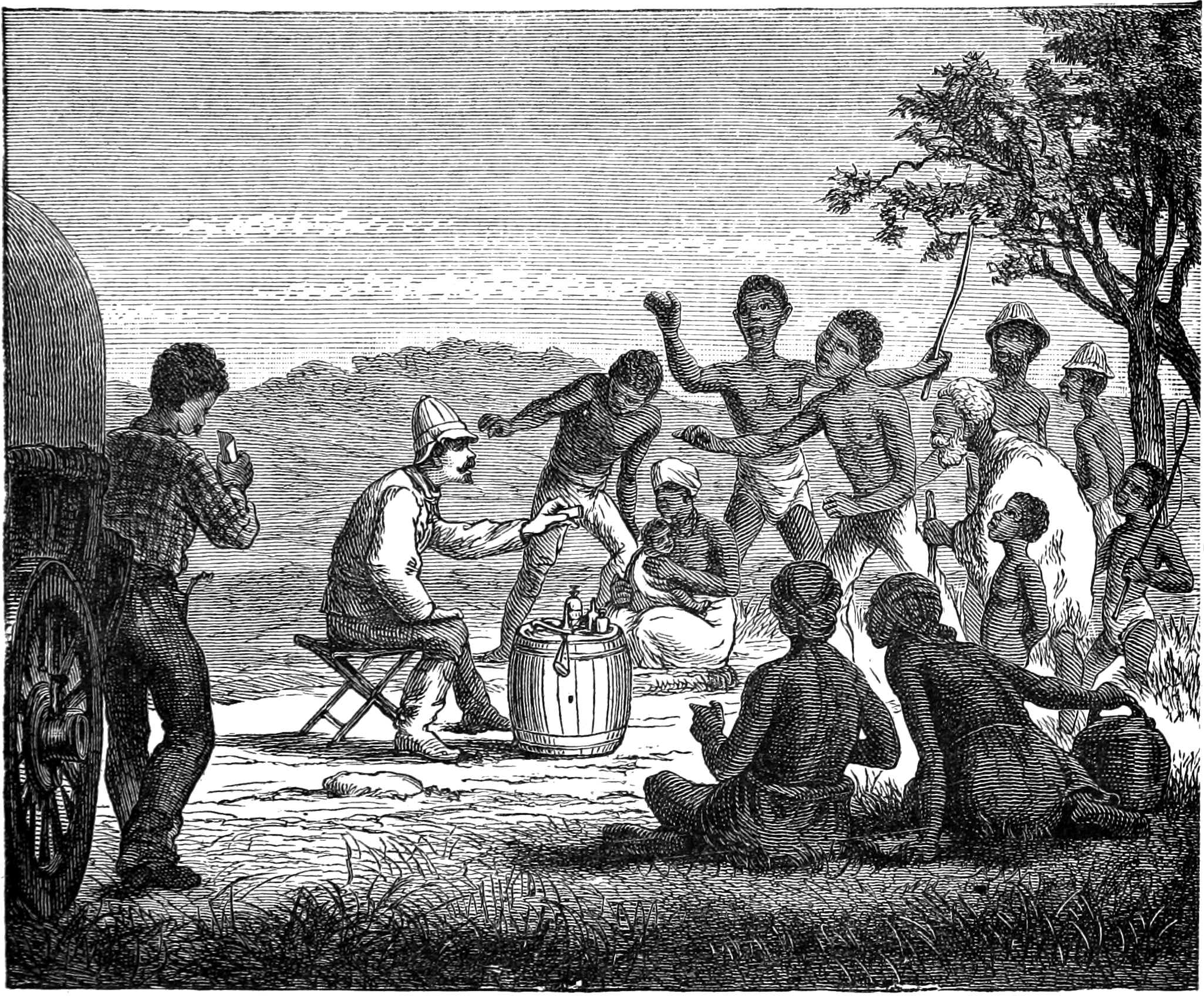
Representação do racismo em relação as drogas através de uma ilustração

Anterior as proibições efetivas sobre as drogas no território brasileiro que aconteceram em 1940, o Brasil já havia assinado alguns tratados internacionais contra drogas, como o "Tratado de Haia", porém, não havia nenhuma lei nova efetivada para tal, tendo então em 1921, uma pressão internacional sobre o Brasil para criação de uma sanção, que gerou uma lei na qual "proibia substâncias potencialmente venenosas" e assim tentava barrar de maneira sutil as drogas, mas somente em 1940 que houve efetivamente regras que proibissem as drogas.

#### Racismo
Também antes de 1940, havia uma pressão social para a proibição das drogas, principalmente a maconha, tendo em vista que esta droga era popularmente utilizada por negros para seus ritos e rituais, assim provocando uma maior sensibilidade do sagrado. Assim como o racismo pós-abolição, a maconha era considerada uma droga suja e de negros, sendo conhecida também como a "fumo-de-Angola", de maneira pejorativa.

### Inicio da guerra (1940 - 1973)

#### Metodologia

Manifestação estudantil durante a Ditadura Militar no Brasil

Após a proibição efetiva de drogas em 1940, houve diversas outras tentativas de restringir o consumo de drogas no Brasil.  Assim, as policias começaram a estudar como era feito o cultivo e a produção em massa das drogas no Brasil, começando a serem feitas diversas operações policiais em busca de drogas, porém, devido a lei de proibição ao tráfico e transporte de drogas ter sido recém criada, as pessoas ainda não entendiam claramente as consequências. Também não eram claros os motivos pelo qual uma pessoa podia ser indiciada por tráfico ou apenas por porte.

#### Ditadura militar
Durante a ditadura militar brasileira, o consumo das drogas e a criação de movimentos hippies e punks começaram a crescer, sendo comum em marchas estudantis o consumo de drogas como uma forma de confrontar a polícia e demonstrar sua "rebeldia" e sua infelicidade com o sistema, no qual diversos estudantes eram detidos pelo porte e uso de drogas, mas como a lei que proibia o uso era muito recente, era confuso o método de punição utilizado para os jovens.

### Evolução da guerra (1973-2000)

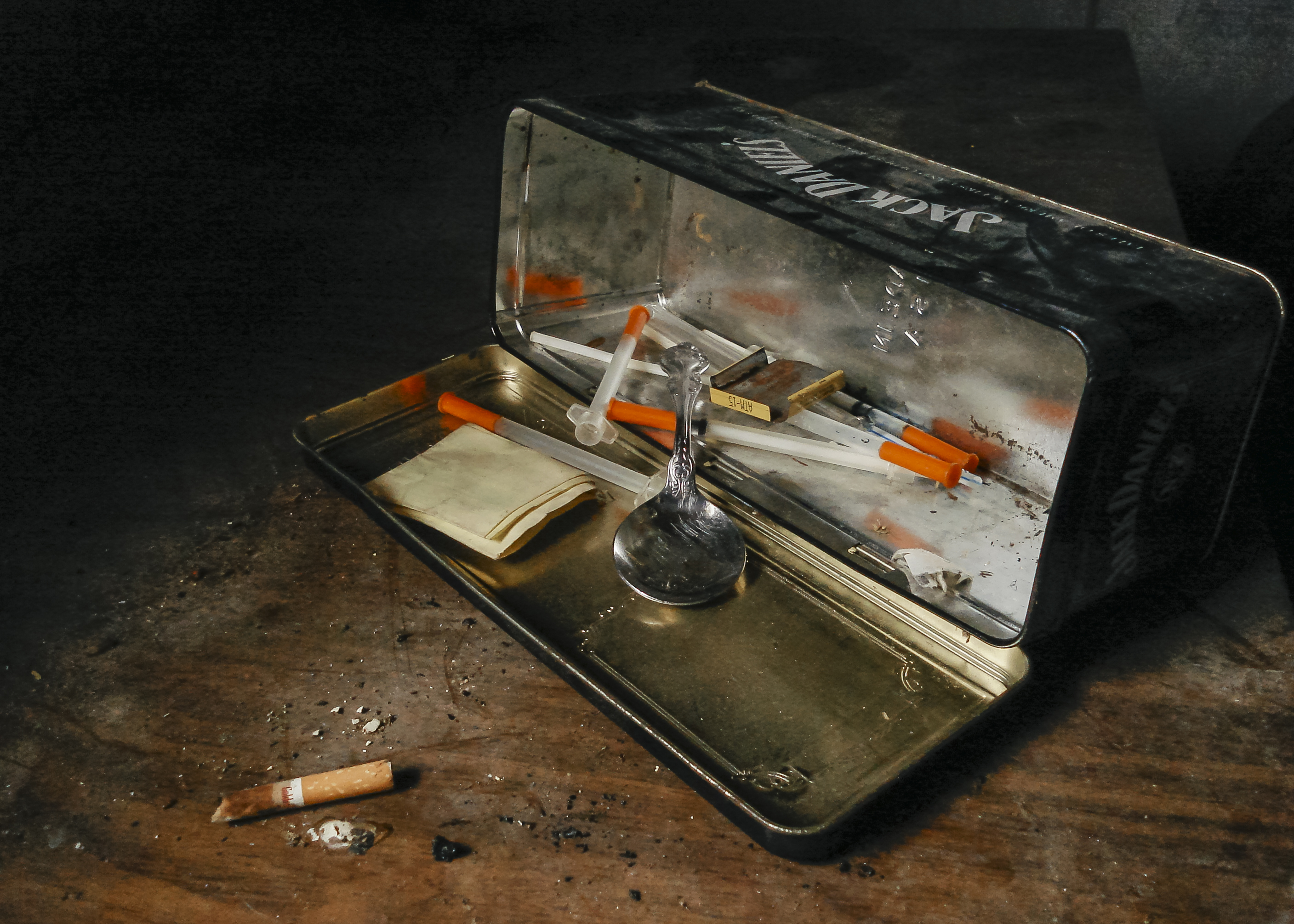
Antigo kit para utilização de heroína, droga que estava se tornando popular na época nos Estados Unidos

#### Acordo sul-americano sobre estupefacientes e psicotrópicos
O acordo sul-americano sobre estupefacientes e psicotrópicos foi uma desculpa encontrada pelo governo brasileiro para tentar restringir e organizar o consumo de drogas no território brasileiro, definindo leis que estavam pendentes para estebelecer os critérios de diferenciar um traficante de um usuário, conseguindo então deixar mais claras as formas de julgamento para os tipos de indivíduos aprendidos com drogas.

#### Repressão policial e aumento da violência
Agora com a definição clara dos papéis de todos os indivíduos que portavam drogas em território nacional, houve um aumento exponencial de casos de indivíduos sendo presos por violência contra policiais. Devido à isso, as academias de polícia começaram a ser treinadas para coagir todos que se envolvessem com drogas, definindo gangues e grupos de traficantes preexistentes e começaram a realizar operações policiais em busca de drogas, traficantes e usuários. Porém, as operações estavam ficando cada vez mais violentas e isto causava insatisfação em uma parte da população (principalmente moradores de favelas, onde essas operações eram mais comuns e agressivas).

### Guerra contemporânea (2000-presente)

#### União de facções
Após o massacre do Carandiru e o aumento da repressão policial, grupos criminosos menores começaram a se unir em busca de alguns objetivos, e em comum entre eles estavam: a proteção do seu parceiro de crime, evitar a repressão policial e gerar uma "profissionalização" do tráfico com cargos e regras mais claras dentro das próprias facções, a chamada hierarquia. Assim iniciava a terceira fase da guerra às drogas que perdura até os dias atuais.

#### 2006
Em 2006, o narcotráfico estava se reorganizando e grupos de narcotraficantes como o Comando Vermelho e o PCC, estavam em ascensão, cada vez mais estavam organizados. A policia, que ainda estava se adequando às estratégias dos traficantes de drogas, resolveu separar dois líderes da facção PCC e isola-los em presídios de segurança máxima. Isso acarretou uma onda de ataques de traficantes, que atearam fogo em ônibus, atacaram policiais militares e fizeram diversas ameaças aterrorizando assim a população.
A policia respondeu à altura, fazendo blitz e operações segundo uma declaração pública do Coronel Elizeu Eclair Teixeira Borges:
| “                                                                                   | "Estamos em guerra contra eles [os criminosos]. Vamos ter mais baixas, mas não vamos recuar" | ” |
| — Coronel Elizeu Eclair Teixeira Borges, comandante da Policia Militar de São Paulo |                                                                                              |   |

Após as operações terem sido feitas, foram apreendidos 113 armas de fogo e foi deixado um saldo elevado de mortos, cerca de 40 oficiais da segurança publica (entre policiais militares, guardas municipais e agentes penitenciários) e cerca de 71 suspeitos também morreram nas operações, além de 4 civis mortos e 16  feridos.

#### 2007
Em 2007, foi a vez da polícia revidar os crimes cometidos em 2006, desta vez o feito ocorreu durante uma megaoperação no Complexo do Alemão, no Rio de Janeiro. Essa operação, que tinha como objetivo principal a prisão de traficantes, foi considerada uma vingança feita pela polícia, tendo em vista que houve 19 vitimas fatais e entre estas algumas não tinham envolvimento com o tráfico. Houve uma investigação que relatou que houve execuções durante a operação (sujeitos rendidos ou desarmados que foram assassinados sem oferecer resistência) e durante estas, civis poderiam ter sido confundidos com traficantes. Além dos mortos, 13 pessoas ficaram feridas, entre elas, 7 foram vitimas de balas perdidas.

#### 2010
Em 2010, a violência voltou a cidade do Rio de Janeiro, desta vez a onda de violência teria sido incentivada pela implementação de UPP's em diversas favelas do Rio. Os atos começaram com criminosos praticando arrastões, apedrejando carros (sendo a maioria de órgãos de segurança) e incendiando ônibus.
Em resposta, a polícia começou operações tanto no Complexo do Alemão como na Vila Cruzeiro, tendo conseguido em operações sangrentas reconquistar os territórios ocupados pelos traficantes e instaurar ordem na cidade que enfrentava problemas como falta de ônibus e pessoas sem sair de casa com medo dos tiroteios.
Após o final da operação, diversas denúncias de abusos policiais sob civis foram feitas, tendo relatos de que policiais agrediram e ameaçaram pessoas para obter informações sobre a localidade de traficantes, sem ter certeza se os mesmos eram ou não envolvidos com o tráfico de drogas.

#### 2012
Em 2012, a guerra contra o tráfico de drogas ganhou outro capítulo, desta vez em Santa Catarina. Após diversas denúncias de superlotação, maus-tratos e falta de médicos penitenciários, criminosos começaram uma onda de atentados contra veículos e edificações. Houve ataques em 36 municípios do estado, no qual 32 foram contra edificações, 72 ataques contra ônibus e outros 63 contra veículos, sendo eles na maioria de forças de segurança pública.
Após suas denúncias sobre o sistema penitenciário serem ouvidas, os ataques cessaram a mando dos próprios criminosos. Neste episódio não houve mortos confirmados, porém houve grandes prejuízos ao comércio popular com a recomendação de evitar a saída de casa caso possível e com a redução do número de ônibus em circulação.

#### 2016
Em 2016, no Rio Grande do Norte, foram registrados ataques a ônibus, repartições públicas e veículos particulares efetuados por criminosos, tendo começado os ataques após o anúncio da instalação de bloqueadores de celulares nas penitenciárias do estado. Os ataques foram cessados somente após a chegada das forças armadas no estado, tendo sido registrados cerca de 111 ataques entre carros, ônibus e propriedades públicas e privadas.

### Conflitos entre facções
Em 2016, houve o início dos conflitos entre facções criminosas, a maioria destes tem ligação direta ou indireta com o Comando Vermelho e o Primeiro Comando da Capital, tendo em vista que são aliados e/ou fundadores de diversas outras facções menores espalhadas pelo brasil. No ano de 2016 foi a vez de conflitos em Boa Vista, onde uma rebelião em uma penitenciaria deixou 33 mortos, o conflito iniciou após o rompimento de um contrato entre o Comando Vermelho e o Primeiro Comando da Capital.

#### 2017
Em 2017, após a greve de policiais militares em busca de melhores remunerações no estado do Espírito Santo, mais de 215 pessoas foram mortas de forma violenta, sendo que a maioria das mortes ocorreram em função de disputas pelo tráfico de drogas e/ou conflitos preexistentes entre pessoas, várias mortes não foram solucionadas até os dias de hoje.
Os crimes cessaram após a chegada das forças armadas ao estado, os policiais estão até hoje aguardando julgamento pelo crime de "revolta", porém o processo levará anos para ser concluído,  tendo em vista que as greves policiais foram iniciadas por suas famílias, que ocuparam as portas de batalhões da polícia e impediram seus familiares de sair e isto está sendo utilizado como defesa por parte dos policiais.

#### 2019
Em 2019 no estado do Ceará, houve uma grande série de ataques por parte de presidiários e criminosos, e facções de narcotraficantes estavam infelizes com a troca de gestão penitenciaria, resolvendo trazer dias de caos para as cidades do estado. Houve diversos atentados em diversas regiões do estado, tendo sido alvos diversos locais como ônibus, repartições públicas, veículos e etc. Durante os confrontos entre a policia e os traficantes, cerca de 3 suspeitos foram mortos e 4 civis foram feridos.

##### Altamira
Ainda em 2019, no município de Altamira houve um grande motim dentro de uma penitenciaria, tendo sido ocasionado por uma briga entre as facções Comando Vermelho e Primeiro Comando da Capital, resultando na morte de 62 presidiários, cujo 16 foram brutalmente decapitados pelos seus rivais e outros 41 morreram asfixiados pela fumaça que se alastrou pela galeria após criminosos atearem fogo dentro da penitenciária. Dos 41 mortos asfixiados, 26 aguardavam julgamento e não se tinha certeza de sua culpa e/ou seus envolvimentos com o tráfico de drogas.

#### 2021

##### Chacina do Jacarezinho
Em 2021, foi realizada uma chacina no morro do Jacarezinho. Foi a operação policial mais sangrenta na história do Rio de Janeiro, operação essa que foi considerada ilegal pelo STF, tendo em vista o caos que já se instaurava no estado em decorrência da Pandemia de COVID-19 que assolava o país e o mundo. Deixou um total 29 mortos, sendo 1 policial civil que foi atingido com tiros na cabeça e o restante entre suspeitos e moradores do morro. Segundo a policia, todos os mortos atentaram contra a vida dos policiais, porém os relatos dos moradores falam o contrário, tendo inclusive criminosos que tentaram se render para serem presos e foram executados extra-judicialmente. Dentre as vítimas, repercutiu os casos de uma pessoa que estava sentada em uma cadeira de plástico e desarmada e um homem desarmado que foi baleado dentro do quarto de uma menina de 9 anos (que presenciou a cena).  Houve também 13 pessoas que foram mortas mas que não tinham passagem pela policia e não estavam sendo investigadas pela operação. Investigações foram abertas para apurar a procedência das informações sobre as execuções e sobre a polícia ter exagerado na violência e assassinado inocentes.
Além dos mortos, outras duas pessoas ficaram feridas enquanto estavam no metrô, que ficava próximo de onde a operação estava acontecendo. As duas pessoas não tinham passagens pela policia e sofreram ferimentos leves, tendo sido tratadas e liberadas após atendimento médico.

##### Operação no Complexo do Salgueiro
Também no ano de 2021 ocorreu uma polêmica operação também na cidade do Rio de Janeiro no Complexo do Salgueiro, em questão, 9 pessoas foram mortas e uma senhora foi ferida. O confronto ocorreu após um sargento da Policia Militar ter sido assassinado por traficantes durante um patrulhamento ostensivo pela região, assim o BOPE, grupo pertencente a Policia Militar do Rio de Janeiro teria instaurado uma operação surpresa para captura dos mesmos. Antes e após a operação, policiais teriam feito festas em uma casa com uma piscina que estaria sendo utilizada como um quartel general.
As vitimas foram encontradas jogadas em um mangue próximo a região de onde foram escutados disparos horas antes, as vitimas estavam com sinais de tortura, algo que representava uma execução, entre as vitimas fatais estava um senhor de 61 anos, morador da região que trabalhava como eletricista, o mesmo foi alvejado com um tiro pelas costas e após teve seu pescoço cortado e foi jogado ao mangue.
Serão investigadas as circunstancias da operação, que segundo moradores locais, os corpos estavam com as genitais mutiladas e com registros de execuções, alguns relatam terem visto os policiais levarem os mesmos com vida para o mangue. Mesmo que mortos em confronto, os policiais serão investigados por ocultação e Vvlipêndio de cadáver, tendo em vista que os mesmos foram largados no mangue, mutilados, assim mostrando um desrespeito e um agravante nas investigações.

## Controvérsias

### Gastos de dinheiro público

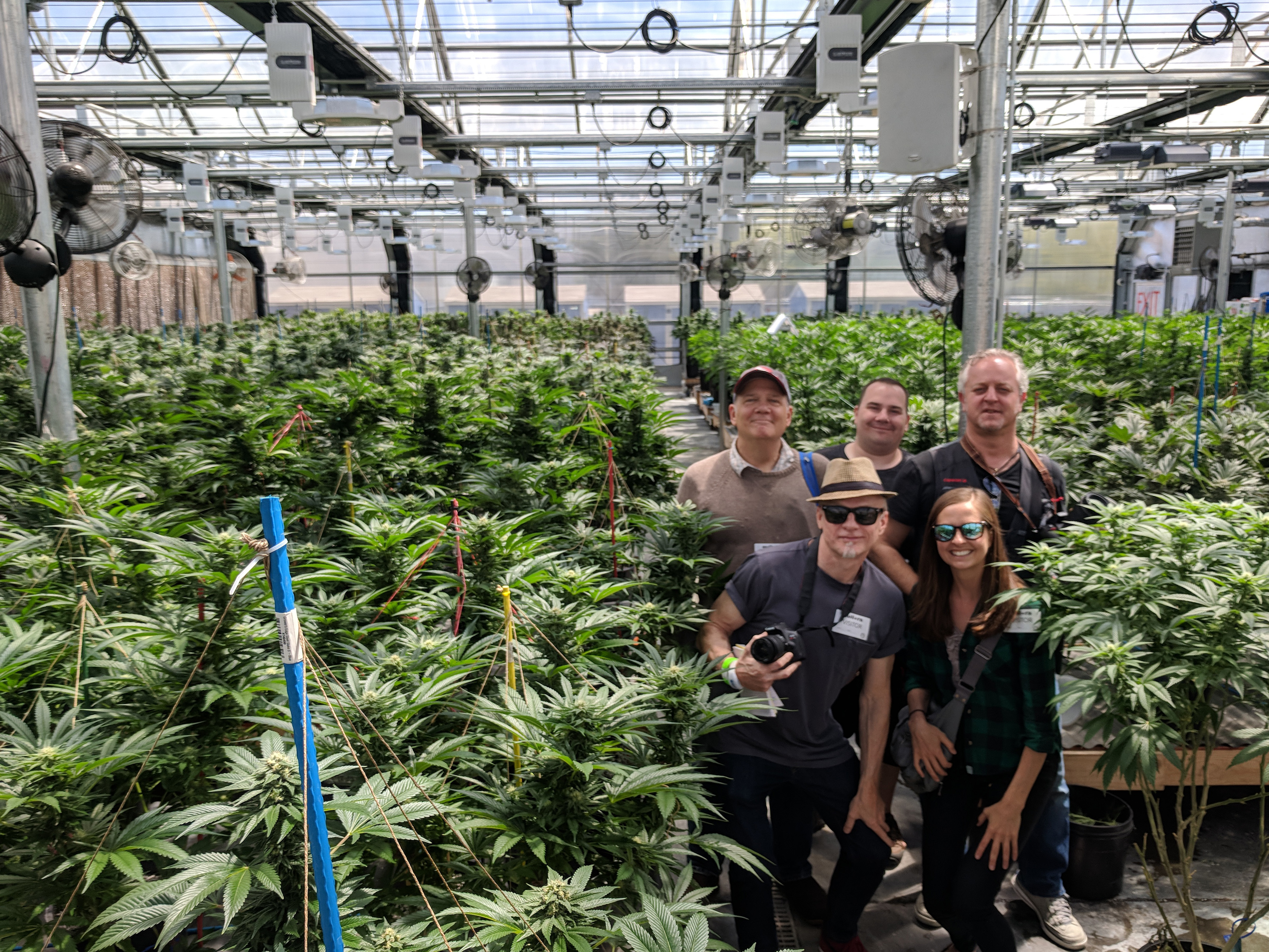
Turistas visitam uma plantação de maconha legalizada no Colorado, Estados Unidos. Plantações como estas geram impostos para o estado, maconha com qualidade elevada para a população e remédios para enfermos.

Uma das principais criticas à guerra às drogas é o grande gasto de dinheiro público com o combate às drogas. Em 2017, nos estados de São Paulo e Rio de Janeiro juntos, foram gastos 5,2 bilhões de reais somente com a guerra ao tráfico, sendo que com este dinheiro daria para custear:
- Educação para 840 mil alunos do ensino médio;
- Construir 462 escolas novas;
- Comprar 27 mil ambulâncias de UTI móvel;
- Comprar 108 milhões de doses de vacinas para vacinar 54 milhões de brasileiros.[43]

Além dos gastos, a proibição de drogas faz o Brasil também deixar de ganhar dinheiro. Adeptos da legalização da Cannabis no Brasil vinculam a informação de que a legalização da Cannabis para uso terapêutico/medicinal traria cerca de 4,7 bilhões de reais em compra e vendas de remédios oriundos da erva, considerando que os impostos cobrados sob remédios no Brasil é de cerca de 28% do valor total do medicamento, isto traria 1,3 bilhão de reais em impostos para os cofres públicos.
Se legalizado para uso recreativo, este número poderia aumentar exponencialmente, tendo em vista que apenas 3,9 milhões de pessoas no Brasil estão aptas a receber um tratamento através da maconha, sendo que em uma pesquisa feita pelo instituto Fiocruz, revela que 7,7% dos brasileiros já utilizaram maconha e que isto equivale a aproximadamente 14 milhões de pessoas utilizando maconha para recreação.

### Morte

#### Mortes ocasionadas pelas drogas

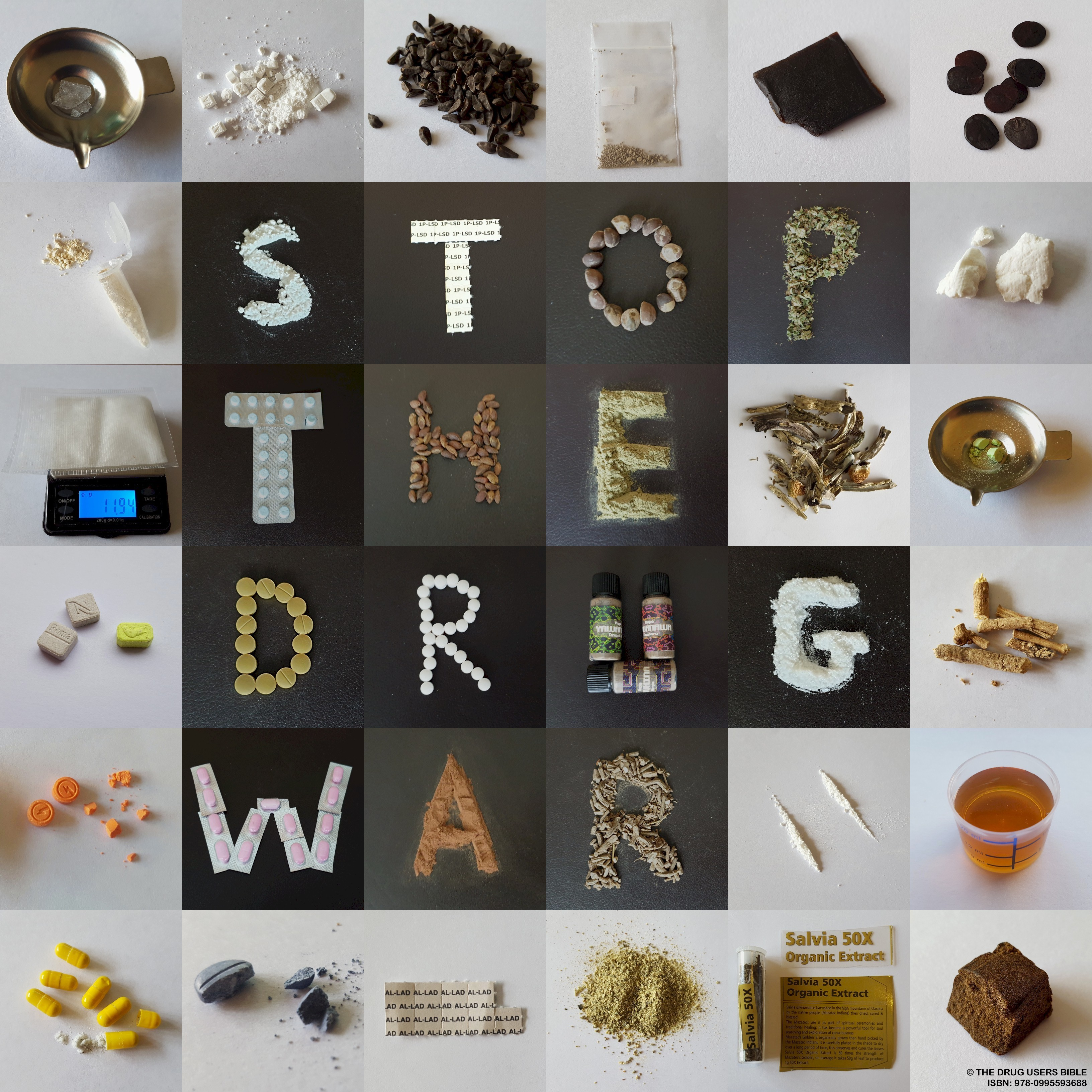
Campanha estrangeira contra a guerra as drogas, na imagem diversas substancias exibem o texto "stop the drugs war", que em português significa "parem com a guerra as drogas"

Um dos argumentos plausíveis utilizados para a defesa da guerra às drogas é o prejuízo ao próprio indivíduo, no qual pessoas podem acabar morrendo por problemas derivados de seu uso, porém estudos apontam que a guerra às drogas gera mais mortes que o próprio uso de drogas, e assim deixando o argumento falho.
Outro argumento utilizado é que drogas deixam seus usuários descontrolados, porém foi comprovado que o uso de álcool causa mais acidentes a terceiros e vitimiza mais pessoas anualmente do que a maconha por exemplo. Segundo dados, cerca de 41% dos assassinatos cometidos em São Paulo em 1996 tinha uma relação direta ou indireta com o álcool e 30% dos acidentes de trânsito da mesma época no Brasil também tinham influência do álcool.
Se levarmos em consideração os riscos a saúde, o álcool e o tabaco estão em níveis mais danosos à saúde do que drogas ilegais como o ecstasy, a metanfetamina e a maconha. Segundo um estudo publicado pelo periódico Scientific Reports, a lista de drogas mais perigosas ao organismo humano estaria na seguinte ordem:
| Colocação | Droga            | Legalidade |
| --------- | ---------------- | ---------- |
| 1º        | Álcool           | Legal      |
| 2º        | Heroína          | Ilegal     |
| 3º        | Cocaína          | Ilegal     |
| 4º        | Tabaco / Cigarro | Legal      |
| 5º        | Ecstasy          | Ilegal     |
| 6º        | Metanfetamina    | Ilegal     |
| 7º        | Maconha          | Ilegal     |

#### Mortes de civis
Devido à guerra às drogas, existem moradores de comunidades e bairros que vivem com medo de sair de casa e/ou de morrerem em suas próprias casas. Entre 2007 e 2021, cerca de 81 crianças morreram no Rio de Janeiro vítimas de balas perdidas oriundas da guerra ao tráfico, a maior parte destas crianças estava em casa ou em trajeto até suas escolas. Em 2020, cerca de 100 pessoas perderam suas vidas por estarem em áreas próximas a tiroteios, tendo estes números o objetivo de mostrar a realidade de milhares de brasileiros que moram em favelas e periferias. Uma pesquisa realizada em 2018 no Rio de Janeiro, revela que 1 a cada 3 cariocas tem ou já tiveram medo de balas perdidas.
| [ 60 ] [ 61 ] [ 62 ] [ 63 ] [ 64 ] | 2015  | 2016  | 2017  | 2018  | 2019  | 2020  |
| ---------------------------------- | ----- | ----- | ----- | ----- | ----- | ----- |
| Policiais mortos                   | 368   | 453   | 385   | 307   | 159   | 198   |
| Pessoas mortas pela policia        | 3.330 | 4.222 | 5.012 | 6.160 | 5.804 | 5.660 |

### Superlotação e mais desperdício de dinheiro público
É estimado que cerca de 25% dos presidiários do sistema brasileiro estejam diretamente relacionados às drogas, isto é, são desde traficantes até usuários esperando julgamento. Se levarmos em consideração que o Brasil tem cerca de 760 mil presos, quase 200 mil deles estariam presos por crimes relacionados a drogas (sem contar aqueles que têm outros crimes em suas fichas criminais). Levando em consideração que o "custo" de um presidiário por mês no Brasil é de cerca de 2.400 reais, se multiplicarmos isto pelos 200 mil presos por envolvimento com drogas, isto daria cerca de 455 milhões de reais mensais, ou 5 bilhões e 340 milhões de reais por ano, gastos com presidiários da guerra às drogas.

## Grupos criminosos envolvidos

### Primeiro Comando da Capital (PCC)
O PCC é uma organização criminosa que teve sua origem no Hospital de Custódia de Taubaté no ano de 1993, comandado por Marcos "Marcola" Willians Herbas Camacho, um famoso assaltante de bancos, tendo o PCC sido criado após o ataque do Carandiru em forma de repressão aos atos de violência policial que estavam sendo divulgados na época. Atualmente o PCC tem como suas atividades principais: o tráfico de drogas e assaltos, entre outros delitos. São conhecidos como 15.3.3 (já que a 15a letra do alfabeto é o P e a 3a letra do alfabeto é o C) ou pelo símbolo do yin-yang, que representa o controle e a sabedoria pelo bem e pelo mal.
O grupo está presente principalmente nos estados de São Paulo e Rio de Janeiro, porem existem aliados e/ou afiliados em diversos outros estados como as seguintes organizações: Amigos dos Amigos, Terceiro Comando Puro, Os Mano, Os Antibala entre outros...

### Comando Vermelho (CV)
O Comando Vermelho, popularmente pela sigla "CV", é uma organização criminosa que teve sua origem nos anos de 1970 após a dissolução de outra organização criminosa chamada falange vermelha. Com o seu criador Rogério Lemgruber e o futuramente comandante principal conhecido criminoso Luiz Fernando " Fernandinho Beira-Mar" da Costa, a organização foi fundada no Instituto Penal Cândido Mendes, onde Lemgruber se encontrava aprisionado. Semelhante ao PCC, o CV foi criado com o intuito de ser uma organização criminosa onde um criminoso cuida do outro, posteriormente exercendo atividades como tráfico de drogas, assaltos, e cometendo outros delitos. Atualmente, PCC e CV são rivais e travam batalhas por territórios e pontos para o tráfico de drogas entre si.
O grupo está presente principalmente nos estados de São Paulo e Rio de Janeiro, porem existem aliados e/ou afiliados em diversos estados do Brasil como as organizações: Primeiro Grupo Catarinense, Comando da Paz, Comando Revolucionário Brasileiro da Criminalidade, Sindicato do Crime do Rio Grande do Norte, Bala na Cara entre outros...

### Milícia
A milícia no Brasil surgiu em 1970 quando comerciantes do bairro carioca de Rio das Pedras começaram a pagar policiais para fazer a proteção do bairro e assim evitar que criminosos cometessem assaltos e trouxessem violência para a região, assim desvalorizando o bairro. Com o tempo, este esquema de suborno foi descoberto pela SSP, que acabou causando a demissão de diversos militares envolvidos, assim os policiais recém demitidos e outros que ainda estavam exercendo suas funções, observaram que era uma oportunidade lucrativa a venda de segurança do bairro para os moradores. Com isso, a milícia também fez seu papel na guerra às drogas. Tendo em vista que após alguns moradores de comunidades começaram a discordar de pagar a taxa exigida pelos milicianos, começaram a haver represálias contra estes moradores.
Atualmente, as milícias têm como principal meio de renda a extorsão, assim vendendo gatos de luz, cuidando de aluguéis, cobrando taxas de comércios, vendendo gás entre outros trabalhos que gerem dinheiro para os milicianos, caso os moradores se recusem a aceitar os "serviços" dos milicianos, eles sofrem represálias. A existência da milícia no Brasil ajuda na continuidade da guerra as drogas, tendo em vista que uma das promessas dos milicianos é impedir que traficantes ocupem as favelas, e ao mesmo tempo, os milicianos travam guerras contra as próprias policias pois são considerados uma organização criminosa.

## Grupos governamentais envolvidos

### Policia Militar
A policia militar é um grande órgão de combate ao tráfico de drogas, tendo um grande papel na guerra as drogas. Seu papel começou a ser exercido em 1988, após a constituição federal afirmar a proibição das drogas para uso recreativo em território nacional (com exceção do tabaco e do álcool). As policiais militares utilizam como forma de repressão as drogas diversos modus operandi desde patrulhas e rondas a busca de traficantes e até megaoperações.

#### Criticas e violência
Mesmo com diversos modus operandi, as ações da policia militar são as mais criticadas, tendo em vista o histórico conturbado da policia com o racismo, com o preconceito e com a violência policial. Já que estes são os que estão constantemente nas ruas, é comum ouvir histórias de pessoas que tenham medo da policia (principalmente pelo seu histórico de intolerância), em uma pesquisa efetuada pelo Datafolha no Rio de Janeiro revelou que a maioria dos negros e/ou moradores de comunidades tem medo/não confiam na policia militar do seu estado. Este número preocupante é reflexo direto de um longo histórico de violência cometidas por alguns membros da corporação (não podendo generalizar a todos).

#### Subgrupos
- GATE - sigla para Grupamento de Ações Táticas Especiais, é um sub-grupamento da policia militar que está disponível em diversos estados do Brasil, o GATE tem como função principal intervir em sequestros, negociações e em operações de alta periculosidade (como no caso de megaoperações realizadas contra o tráfico de drogas)
- BOPE - sigla para Batalhão de Operações Policias Especiais é um sub-grupamento da policia militar similar ao GATE, normalmente em estados que não possuem o GATE entra em ação o BOPE, o BOPE ficou muito famoso por sua violência na conquista de favelas do Rio de Janeiro, o mesmo já retratado na série de filmes Tropa de Elite.
- ROTA - sigla para Rondas Ostensivas Tobias de Aguiar, é um grupamento do estado de São Paulo cujo sua principal função é fazer rondas como a radiopatrulha porem agindo de maneira ostensiva contra o tráfico de drogas.

### Policia Civil
A policia civil é um órgão público estadual que tem como principal função trabalhar com a inteligência por trás do tráfico de drogas dentro do Brasil. Ao contrário da policia militar, o trabalho da policia civil é investigativo e organizativo para criar megaoperações para o desmantelamento de quadrilhas de traficantes de drogas. A policia civil faz também operações porem seu trabalho é principalmente investigativo para coagir o continuo do trafico de drogas dentro do Brasil, enquanto na Policia Militar o trabalho é reprimir diariamente o tráfico dentro dos seus territórios regionais.

### Policia Federal
De ação similar ao da policia civil, a policia federal tem como principal função estudar modos pelo qual os narcóticos entram e saem do território nacional, assim reprimindo que mais narcóticos entrem e saiam do Brasil. As diferenças entre as policias civis e federais em relação a guerra as drogas é principalmente pois a policia civil atua em âmbito estadual, assim evitando que a droga circule dentro de seu próprio estado, já a policia federal trabalha em âmbito nacional, evitando que mais drogas entrem pelas fronteiras (sejam elas terrestres, aéreas ou marítimas) .

### Policia Rodoviária Federal
Já a policia rodoviária federal, tem seu trabalho mais parecido ao trabalho da policia militar, tendo em vista que sua principal função na guerra as drogas é coletar as informações estudadas previamente pela policia federal e realizar ações em estradas federais por todo território nacional. A policia rodoviária federal trabalha principalmente em estradas que ligam o Brasil ao exterior, assim reprimindo que os narcóticos entrem por meios terrestres, e em estradas de longas distancias no território nacional assim evitando que uma droga atravesse o pais por vias terrestres.

### Forças Armadas

#### Exército Brasileiro
A função do exercito brasileiro na guerra contra as drogas, é principalmente no combate ao crime organizado quando solicitado. O exército brasileiro esteve presente em grandes operações, uma das mais conhecidas é seu trabalho durante a conquista do Complexo do Alemão no Rio de Janeiro. O exército apenas é acionado a pedido do Presidente da República, que inicialmente deve receber um pedido formal do governador do estado no qual necessita do apoio do exercito, que anteriormente deve ter sinais claros da fragilidade da segurança publica em seu estado.
O uso do exercito em operações é extremamente questionável e é preferível a utilização da policia do exercito do que outras tropas do exercito, tendo em vista que as doutrinas militares entre policia e exercito são diferentes, assim os soldados do exercito sendo treinados para guerras e não para apreensões, em contra partida, a policia não é treinada para guerra, que é o caso em que se encontra a guerra as drogas no Brasil.

#### Marinha do Brasil
Durante a guerra as drogas, o papel da marinha do Brasil é divido em dois papéis, o primeiro é a fiscalização e proteção de portos, tendo em vista que muitas drogas podem chegar por meio de cargas vindas de navio para o Brasil. O outro papel da marinha do Brasil é o cuidado em especial com os rios brasileiros, tendo em vista que grandes rios fazem divisa entre países o que pode facilitar o transporte de drogas entre os países vizinhos, um exemplo disso é o rio amazonas que através do mesmo é possível chegar a outros sete países da américa do sul.

#### Força Aérea Brasileira
O papel da força aérea brasileira na guerra as drogas é principalmente reprimir a invasão de traficantes no território aéreo brasileiro, tendo em vista que muitos traficantes utilizam-se de aeronaves de pequeno e médio porte para transporte de drogas pelo território nacional e através de suas fronteiras. Em 2018, a força aérea brasileira recebeu autorização para abater aeronaves suspeitas que não respondam ao pedido de abordagem efetuado por um caça durante voo em território nacional, este artificio já foi utilizado algumas vezes sem o óbito de nenhum piloto, tendo em vista que os tiros efetuados pelos caças tem como objetivo danificar a aeronave de forma que ela seja obrigada a pousar e não matar/ferir seus ocupantes.

## Vítimas inocentes notórias

### Gabriel Araújo (2021)
Em 2021, Gabriel Hoytil Araújo um jovem de 19 anos foi assassinado na zona sul de São Paulo pela policia civil após ter sua marmita confundida com uma arma de fogo. Gabriel levou disparos na face e na coxa, inicialmente os policiais afirmaram que ouviram disparos vindos da comunidade e logo observaram Gabriel em um "ponto de tráfico de drogas" e que o mesmo estava portando uma arma de brinquedo (simulacro) e estava em posse de uma munição de arma real, porem a versão dos policiais mudou mais de uma vez em seus depoimentos, assim dificultando uma averiguação confiável dos fatos.
Em contra partida, diversas testemunhas independentes que passavam pelo local, afirmaram que o jovem na realidade estava se alimentando e foi alvejado a tiros pela policia. Segundo as testemunhas, ambos policiais atiraram no jovem porem após a ação, um policial discutiu com o outro o motivo de alvejar o jovem. Segundo também as testemunhas, os policiais foram truculentos e evitaram que os moradores prestassem socorro ao jovem com o pretexto de "protegera a cena".
Gabriel era conhecido na comunidade, o mesmo estava almoçando em seu horário de intervalo e momentos após pretendia voltar a sua rotina de vender águas no semáforo para ajudar no sustento de sua família. Os protestos por justiça á Gabriel foram notórios em todo Brasil e mundo, atraindo novamente a atenção internacional para as mortes envolvendo as guerras às drogas ao redor do globo.

### João Pedro (2020)
João Pedro Mattos foi um jovem de 14 anos assassinado dentro de uma casa onde foram encontradas 72 marcas de tiros no Complexo do Salgueiro. No momento do atentado, João estava brincando com outros jovens dentro da casa. A operação era organizada pelas Policias Civil e Federal que argumentaram que a morte de João foi ocasionada por um desencontro e que os policiais estavam atrás de criminosos que invadiram a casa durante a operação para se esconder.
O caso era investigado pelo MPF porém após a Polícia Federal declarar não ter dado nenhum tiro na operação, o caso voltou para o MPE onde está estagnado até então. Até o momento deste artigo não há uma solução sobre o caso João Pedro.

### Fernanda Caparica (2017)
O caso de Fernanda Caparica é sobre uma menina de 7 anos que morreu no ano de 2017 enquanto brincava na varanda da sua própria casa. A menina estava na sacada quando foi atingida por um tiro de fuzil, segundo a perícia, o tiro foi proveniente de uma bala perdida de um confronto entre traficantes que estava acontecendo na região, a policia informou que não havia operações policiais nem trocas de tiro envolvendo a policia no dia do incidente. Até hoje os culpados pelo crime não foram encontrados.

### Maria Eduarda Alves da Conceição (2017)
Em 2017 Maria da Conceição, de 13 anos, foi morta a tiros enquanto estava estudando na Escola Municipal Jornalista e Escritor Manuel Piza, localizada na zona norte do Rio de Janeiro. No momento em questão a menina estava no ginásio da escola participando de uma aula de educação física quando tiros provenientes de uma troca de tiros entre bandidos e policiais atingiram a menina e acabaram matando-a.
Minutos depois nas proximidades, foi registrado um vídeo de dois policiais executando dois homens com tiros na cabeça quando os homens já estavam rendidos no chão. A polícia abriu um inquérito porem julgou que o caso de Maria Eduarda se tratava de um acidente e não era possível determinar um real culpado, já o vídeo dos policiais executando os dois homens não foi julgado por falta de provas e identificação dos oficiais.

### Rafael Neris (2015)
Em 2015 o motoboy Rafael Neris, de 23 anos, morreu com 7 tiros após uma operação do BOPE acontecer no Morro da Coroa, Rafael foi atingido nas costas por 4 tiros e haviam mais 3 marcas de disparos em seu corpo. Os policiais do BOPE informaram que ele havia sido alvejado em uma troca de tiros entre a policia e os traficantes no qual as balas perdidas teriam atingido Rafael, porem existem outras versões, a perícia revela que os tiros que atingiram as costas do jovem haviam sido efetuados a queima-roupa o que não se encaixa com a versão dada pelos policiais. O caso foi arquivado em 2019.

## Na cultura popular

### Filmes
- Tropa de Elite (José Padilha) - Filme de 2007
- Tropa de Elite 2: O Inimigo Agora É Outro (José Padilha) - Filme de 2010
- Cidade de Deus (Fernando Meirelles) - Filme de 2002
- Cortina de Fumaça (Rodrigo Mac Niven) - Filme de 2010

### Séries
- Pico da Neblina (HBO Brasil) - Série de 2019

### Musicas
- "Favela Sinistra" - Trilha Sonora do Gueto em "us fraco num tem veiz" (2003)
- "Vida Loka, Pt.1" - Racionais MC's em "Nada como um Dia após o Outro Dia" (2002)
- "Vida Loka, Pt.2" - Racionais MC's em "Nada como um Dia após o Outro Dia" (2002)
- "Capitulo 4, Versiculo 3" - Racionais MC's em "Sobrevivendo no Inferno" (1997)
- "Pseudosocial" - Froid em " Pseudosocial" (2016)
- "Olho de Tigre" - Djonga em "Olho de Tigre" (2017)
- "Cachimbo da Paz" - Gabriel, O Pensador em "Quebra-Cabeça" (1998)
- "ILUSÃO "CRACOLÂNDIA"" - MC Hariel, Alok, MC Ryan SP, Salvador da Rima, MC Davi em "Ilusão (Cracolândia)" (2020)